# Ramin Djawadi
Ramin Djawadi (pronuncia tedesca: [rɒˈmiːn ˈdʒɑːvədi/]; in persiano رامین جوادی‎; Duisburg, 19 luglio 1974) è un compositore di musica per cinema e televisione tedesco.

## Biografia
Ramin è nato a Duisburg, Germania, da madre tedesca e padre iraniano. Dopo essersi laureato con lode al Berklee College of Music nel 1998, Djawadi attirò l'attenzione di Hans Zimmer, che lo ingaggiò nel Remote Control Productions. Djawadi si spostò quindi a Los Angeles dove iniziò a lavorare come assistente di Klaus Badelt.
Dopo diverse collaborazioni, nel 2004 compose la sua prima colonna sonora per il film Blade: Trinity. Seguirono altri lavori in campo cinematografico, televisivo e videoludico, che gli fecero ottenere anche alcune candidature agli Emmy.
Le sue opere più celebri sono le colonne sonore di Prison Break, Iron Man, FlashForward, Il Trono di Spade, Person of Interest, Pacific Rim e Westworld - Dove tutto è concesso. Ha collaborato alla colonna sonora del videogioco Medal of Honor (in quest'ultima in collaborazione con Mike Shinoda leader dei Linkin Park nei brani "NOC Out" e "Saa'iq").
Ha vinto per due volte consecutive agli Emmy Awards per Il Trono di Spade , nel 2018 per l'episodio Il drago e il lupo e nel 2019 per La lunga notte.

## Colonne sonore

### Cinema
- Blade: Trinity, regia di David S. Goyer (2004)
- Jonathan, episodio di All the Invisible Children, regia di Jordan Scott e Ridley Scott (2005)
- Boog & Elliot a caccia di amici (Open Season), regia di Roger Allers e Jill Culton (2006)
- Chiedi alla polvere (Ask the Dust), regia di Robert Towne (2006)
- Mr. Brooks, regia di Bruce A. Evans (2007)
- Boog & Elliot 2 (Open Season 2), regia di Matthew O'Callaghan e Todd Wilderman (2008)
- Iron Man, regia di Jon Favreau (2008)
- Sex List - Omicidio a tre (Deception), regia di Marcel Langenegger (2008)
- Il mai nato (The Unborn), regia di David S. Goyer (2009)
- Scontro tra titani (Clash of the Titans), regia di Louis Leterrier (2010)
- Fright Night - Il vampiro della porta accanto (Fright Night), regia di Craig Gillespie (2011)
- Red Dawn - Alba rossa (Red Dawn), regia di Dan Bradley (2012)
- Pacific Rim, regia di Guillermo del Toro (2013)
- Edge of Tomorrow - Senza domani (Edge of Tomorrow), regia di Doug Liman (2014)
- Dracula Untold, regia di Gary Shore (2014)
- Robinson Crusoe (The Wild Life), regia di Vincent Kesteloot e Ben Stassen (2016)
- Warcraft - L'inizio (Warcraft), regia di Duncan Jones (2016)
- The Great Wall, regia di Zhāng Yìmóu (2016)
- Il domani tra di noi (The Mountain Between Us), regia di Hany Abu-Assad (2017)
- Slender Man, regia di Sylvain White (2018)
- Nelle pieghe del tempo (A Wrinkle in Time), regia di Ava DuVernay (2018)
- Rex - Un cucciolo a palazzo (The Queen's Corgi), regia di Ben Stassen (2019)
- Frammenti dal passato - Reminiscence (Reminiscence), regia di Lisa Joy (2021)
- Eternals, regia di Chloé Zhao (2021)
- Uncharted, regia di Ruben Fleischer (2022)
- The Man from Toronto, regia di Patrick Hughes (2022)

### Televisione
- The Grid – miniserie TV, 6 puntate (2004)
- Buffalo Dreams – film TV, regia di David Jackson (2005)
- Tyco il terribile (Life Is Ruff) – film TV, regia di Charles Haid (2005)
- Blade - La serie (Blade: The Series) – serie TV, 13 episodi (2006)
- Prison Break – serie TV, 90 episodi (2005-2009; 2017)
- FlashForward – serie TV, 22 episodi (2009-2010)
- I signori della fuga (Breakout Kings) – serie TV, 23 episodi (2011-2012)
- Il Trono di Spade (Game of Thrones) – serie TV, 73 episodi (2011-2019)
- Person of Interest – serie TV, 103 episodi (2011-2016)
- The Strain – serie TV, 46 episodi (2014-2017)
- Westworld - Dove tutto è concesso (Westworld) – serie TV, 36 episodi (2016-2022)
- Jack Ryan – serie TV, 30 episodi (2018-2023)
- House of the Dragon – serie TV (2022-in corso)
- Beacon 23 – serie TV (2023-in corso)
- Il problema dei 3 corpi (3 Body Problem) – serie TV (2024)
- Fallout – serie TV (2024)

### Videogiochi
- Medal of Honor (2010)
- Shift 2: Unleashed (2011)
- Medal of Honor: Warfighter (2012)
- Gears of War 4 (2016)
- Gears 5 (2019)
- New World (2021)
- The DioField Chronicle (2022)

## Riconoscimenti
- Premio Emmy
  - 2006 – Candidatura al miglior tema musicale originale di una sigla per Prison Break[2]
  - 2010 – Candidatura alla miglior colonna sonora per una serie a FlashForward per l'episodio Mai più giorni felici[3]
  - 2014 – Candidatura alla miglior colonna sonora per una serie a Il Trono di Spade per l'episodio La Vipera e la Montagna[4]
  - 2017 – Candidatura al miglior tema musicale originale di una sigla per Westworld - Dove tutto è concesso[5]
  - 2018 – Miglior colonna sonora per una serie a Il Trono di Spade per l'episodio Il drago e il lupo[6]
  - 2018 – Candidatura alla miglior colonna sonora per una serie a Westworld - Dove tutto è concesso per l'episodio Il mondo nuovo[6]
  - 2019 – Miglior colonna sonora per una serie a Il Trono di Spade per l'episodio La lunga notte[7]
- ASCAP Awards
  - 2006 – Miglior film al botteghino per Batman Begins condiviso con James Newton Howard e Hans Zimmer
  - 2007 – Miglior film al botteghino per Boog & Elliot - A caccia di amici condiviso con Paul Westerberg
  - 2009 – Miglior film al botteghino per Iron Man[8]
  - 2011 – Miglior film al botteghino per Scontro tra titani
  - 2012 – Miglior serie televisiva per Il Trono di Spade[9]
  - 2013 – Miglior serie televisiva per Il Trono di Spade[10]
  - 2013 – Miglior serie televisiva per Person of Interest condiviso con J. J. Abrams[10]
  - 2013 – Miglior film al botteghino per Safe House - Nessuno è al sicuro[10]
- World Soundtrack Awards
  - 2007 – Candidatura al premio scoperta dell'anno per Mr. Brooks
  - 2016 – Candidatura al miglior compositore televisivo dell'anno per Il Trono di Spade[11]
  - 2016 – Candidatura al miglior compositore televisivo dell'anno per Person of Interest[11]
  - 2016 – Candidatura al miglior compositore televisivo dell'anno per The Strain[11]
  - 2016 – Candidatura al miglior compositore televisivo dell'anno per Westworld - Dove tutto è concesso[11]
  - 2018 – Miglior compositore televisivo dell'anno per Il Trono di Spade, The Strain e Westworld - Dove tutto è concesso[12]
  - 2019 – Candidatura al miglior compositore televisivo dell'anno per Il Trono di Spade e Jack Ryan[13]
- Saturn Awards
  - 2009 – Candidatura alla miglior colonna sonora per Iron Man
- Grammy Awards
  - 2009 – Candidatura alla miglior colonna sonora per film, televisione o altri media visivi per Iron Man[14]
  - 2018 – Candidatura alla miglior colonna sonora per film, televisione o altri media visivi per Il Trono di Spade[15]
  - 2020 – Candidatura alla miglior colonna sonora per film, televisione o altri media visivi per Il Trono di Spade[16]
- International Film Music Critics Association
  - 2011 – Candidatura alla miglior colonna sonora per una serie televisiva a Il Trono di Spade[17]
  - 2014 – Candidatura alla miglior colonna sonora per una serie televisiva a Il Trono di Spade[18]
  - 2016 – Miglior colonna sonora per una serie televisiva a Il Trono di Spade [19]
  - 2016 – Candidatura alla miglior colonna sonora per una serie televisiva a Westworld - Dove tutto è concesso[20]
  - 2016 – Candidatura alla composizione musicale dell'anno a Light of the Seven[20]
- Hollywood Music in Media Awards
  - 2014 – Candidatura alla miglior colonna sonora per una serie televisiva o serie in streaming a Il Trono di Spade[21]